# Phyciodes picta
Espèce
Phyciodes picta  est une espèce d'insectes lépidoptères (papillons) de la famille des Nymphalidae, de la sous-famille des Nymphalinae et du genre Phyciodes.

## Dénomination
Phyciodes picta a été nommé par William Henry Edwards en 1865.
Synonymes : Melitaea picta Edwards, 1865; Phyciodes pictus ; Higgins, 1981

### Noms vernaculaires
Phyciodes picta se nomme Painted Crescentspot en anglais.

### Sous-espèces
- Phyciodes picta picta
- Phyciodes picta canace Edwards, 1871[1].

## Description
Phyciodes picta est un papillon de couleur marron terne ornementé de blanc et d'orange. Les ailes antérieures présentent une ornementations de damiers blancs, les ailes postérieures présentent une ligne submarginale de fins chevrons blancs une ligne de taches orange centrées de points marron puis des lignes de damiers orange.
Le revers est clair, orange ornementé de taches ocre et de taches marron aux antérieures, d'une couleur entre le sable et l'ocre clair sans ornementation aux postérieures.
Son envergure est comprise entre 25 et 38 mm,

## Biologie

### Période de vol et hivernation
Phyciodes picta  vole entre avril et octobre en deux ou trois générations.
Il hiberne au troisième stade de la chenille.

### Plantes hôtes
Les plantes hôtes des chenilles sont des Aster, Convolvulus arvensis et Siphonoglossa pilosella.

## Écologie et distribution
Il est présent dans le centre de l'Amérique du Nord du Nebraska au Texas et de l'Arizona à l'Oklahoma ainsi que dans le nord du Mexique.

### Biotope
Il réside dans tous les lieux où il trouve des asters : prairies, bords de routes.

### Protection
Pas de statut de protection particulier.